# Convento (Ecuador)
Convento es un pueblo y una parroquia rural ecuatoriana del cantón Chone en la provincia de Manabí. Fue fundada el 25 de junio de 1954 y su población era 6578 habitantes en 2010.

## Geografía
Se encuentra en una zona montañosa a unos 25 km de la costa del Pacífico. El poblado principal de 183  m de altura se ubica a 47 km al nornoreste de la capital del cantón Chone. El lugar está ubicado en la parte alta del río Jama que nace en la Parroquia. El norte del área administrativa se drena hacia el noreste a través del Río Quinindé, afluente del Río Esmeraldas.

## Extensión y límites
Tiene una superficie de 303,9 km². Limita al este con las parroquias San Francisco de Novillo y Flavio Alfaro (ambas en el cantón Flavio Alfaro), al sur con la parroquia Eloy Alfaro, al suroeste con la parroquia San Isidro (cantón Sucre) y el cantón Jama, al noroeste con la parroquia Diez de Agosto (cantón Pedernales) y al norte con la parroquia Chibunga.